# Mahlangatja
Mahlangatja – inkhundla w dystrykcie Manzini w Królestwie Eswatini.
Według spisu powszechnego ludności z 2007 roku, Mahlangatja miało powierzchnię 470 km² i zamieszkiwało je 18 788 mieszkańców. Dzieci i młodzież w wieku do 14 lat stanowiły ponad połowę populacji (9957 osób). W całym inkhundla znajdowało się wówczas piętnaście szkół podstawowych i cztery placówki medyczne.
W 2007 roku Mahlangatja dzieliło się na dziesięć imiphakatsi: Bhahwini, Ebuseleni, Eludvondvolweni, Eluzelweni, Emambatfweni, Empolonjeni, Kazulu, Mgomfelweni, Nsangwini i Sigcineni. W 2020 roku Mahlangatja składało się z jedenastu imiphakatsi: Bhahwini, Kazulu, Ludvondvolweni,  Luzelweni/Ntfungula, Mambatfweni, Mgomfelweni, Mpolonjeni/Mahlangatsha, Nciniselweni, Ndzeleni, Nsangwini i Sigcineni. Przedstawicielem inkhundla w Izbie Zgromadzeń Eswatini był wówczas Norman Ngcobo.